# Afrikanische Parlamentarische Union
Die Afrikanische Parlamentarische Union (engl. African Parliamentary Union, frz. Union des Parlements Africains, arab. اتحاد البرلمانات الإفريقية, port. União dos Parlamentos Africanos; abgekürzt APU), bis 1999 „Union der afrikanischen Parlamente“, ist eine kontinentale, interparlamentarische, afrikanische Organisation. Ziele der am 13. Februar 1976 in Abidjan (Elfenbeinküste) gegründeten Organisation sind eine engere Zusammenarbeit der parlamentarischen Institutionen der afrikanischen Ländern, Kontakte zwischen afrikanischen Parlamentariern sowie auch mit Parlamentariern anderer Länder, sowie eine Stärkung des Parlamentarismus in Afrika.

## Sitz und Arbeitsweise
Die APU hat ihren Sitz in der ivorischen Hauptstadt Abidjan. Arbeitssprachen der Organisation sind Englisch, Arabisch, Französisch und Portugiesisch. Die APU organisiert eine jährliche Konferenz, auf der sich Parlamentarier der Mitgliederländer austauschen können. Die letzte stattgefundene Konferenz der APU war die 40. Konferenz am 9. und 10. November 2017 in Ouagadougou (Burkina Faso).
Die APU hat drei Organe, um ihre Arbeit zu koordinieren: Die „Konferenz der Parlamentspräsidenten“ (Conference of Speakers of National Parliaments), das „Exekutivkomitee“ (Executive Committee) sowie das „Generalsekretariat“ (General Secretariat).
Die Konferenz der Parlamentspräsidenten ist das höchste Organ der APU, sie besteht aus den Vorsitzenden (Präsidenten bzw. dem Äquivalent) aller Mitgliederparlamente, und trifft sich mindestens einmal im Jahr. Die Konferenz diskutiert Themen von Belang der APU wie des Kontinents und veröffentlicht Empfehlungen an Regierungen und Organisationen.
Das Exekutivkomitee besteht aus drei Mitgliedern jedes Mitgliedslandes mit einer Amtszeit von zwei Jahren. Der Vorsitzende des Exekutivkomitee ist ein Parlamentspräsident eines Mitgliedsparlamentes. Das Komitee trifft sich zwei Mal im Jahr zu einer ordentlichen Sitzung. Aufgabe des Komitees ist es vor allem über die Einhaltung und Umsetzung der von der Konferenz der Parlamentspräsidenten getroffenen Entscheidungen und Empfehlungen zu wachen. Des Weiteren bereitet das Exekutivkomitee die jährliche Konferenz der APU vor, erarbeitet das jährliche Arbeitsprogramm wie das Jahresbudget. Auch der Austausch mit anderen Organisationen gehört zu den Aufgaben des Exekutivkomitees.
Das Generalsekretariat ist das Verbindungsbüro zwischen allen Mitgliedsparlamenten der APU sowie der APU und anderen internationalen Organisationen.

## Mitglieder

### Reguläre Mitglieder
Derzeit sind laut Informationen der APU 41 Parlamente der afrikanischen Länder Mitglieder der APU.

### Beobachter
Des Weiteren gibt es eine Reihe von Beobachtern, darunter sind die Afrikanische Union, die UN und ihre Unterorganisation, die Arabische Liga, die Weltbank, die Afrikanische Entwicklungsbank, das  Internationale Komitee vom Roten Kreuz, die Interparlamentarische Union, die Arabische Interparlamentarische Union, die Parlamentarische Union der OIC-Mitgliedsstaaten, das Europäische Parlament, das Lateinamerikanische Parlament, die Parlamentarische Versammlung des Commonwealth sowie die Parlamentarische Versammlung der französischsprachigen Gemeinschaften.